# Dicranomyia (Melanolimonia) latemarginata
Dicranomyia (Melanolimonia) latemarginata is een tweevleugelige uit de familie steltmuggen (Limoniidae). De soort komt voor in het Oriëntaals gebied.